# ベロニカ・フォスのあこがれ
『ベロニカ・フォスのあこがれ』（Die Sehnsucht der Veronika Voss）は、1982年にライナー・ヴェルナー・ファスビンダー監督によって制作された西ドイツ映画。白黒映画。ドイツ出身の女優ジビレ・シュミッツの伝記に着想を得ている。第32回ベルリン国際映画祭で金熊賞を受賞。ビデオパッケージでの邦題表記は『ヴェロニカ・フォスのあこがれ』だった。1979年の『マリア・ブラウンの結婚』、1981年の『ローラ』とともにファスビンダーの「西ドイツ三部作（BRD Trilogy）」と称される。

## ストーリー
1955年のミュンヘンが舞台。ある雨の日に記者のロベルトは戦前はUFAのスター女優だったベロニカ・フォスという女優に出会う。

## キャスト
- ローゼル・ツュヒ: ベロニカ・フォス
- ヒルマール・ターテ: ロベルト - 中年のスポーツ記者。
- コーネリア・フロベス: ヘンリエッテ - ロベルトのガールフレンド
- アネマリー・デューリンガー: カッツ - 神経科医
- アーミン・ミューラー＝スタール: マックス - ベロニカの前夫

## 評価
英文学者で批評家の由良君美は日本での劇場公開当時、ビリー・ワイルダー監督の映画『サンセット大通り』を連想したと述べ、「ファスビンダー監督の〈遺作〉といわれる82年のこの作品には、本当に心から唸らされてしまった。(..) 西独映画82年の文字どおりの〈遺作〉とされる、ファスビンダーの苦しい生きざまそのもののような仕事が、この『ベロニカ・フォス』であるなら、最早何も言うまい。〈遺作〉かどうかは別として、これほど、監督の生涯と実作品とが、期せずして一体となったものは他にないのではないか。」「サスペンスを孕んだ重厚な傑作である。」と評価した。